# Kassenrevision
Kassenrevision ist ein knapp einstündiger deutscher Detektivstummfilm von 1918 mit Carl de Vogt in der Hauptrolle.

## Handlung
Felix Bergen arbeitet als Kassierer in einer großen Autofabrik. Eines Tages steht eine Kassenrevision an, bei der sich herausstellen wird, dass 27.000 Kronen fehlen. Da Bergen von dem Fehlbetrag weiß, bittet er den Firmendirektor Larsen darum, die Revision zu verschieben, bis er – Bergen – den Betrag wiederbeschafft habe. Direktor Larsen lehnt jedoch ab. Zuletzt wird Bergen an Larsens Seite beim Verlassen des Fabrikgeländes gesichtet, dann verschwindet Larsen. Dessen Verlobte Ellida Nansen macht sich Sorgen, denn ihr Bräutigam taucht nicht mehr bei ihr auf. Sie begibt sich zu Bergens Wohnung. Dort öffnet ihr Felix mit verstörtem Gesicht, will sie aber zunächst nicht hereinlassen. Ellida lässt sich jedoch nicht abwimmeln. In dem Apartment sieht sie die Leiche ihres Verlobten Larsen. Er gibt keine schlüssige Erklärung ab – außer, dass er am Tod des Direktors unschuldig sei.
Bergen bittet den Detektiv Ralph Percy um Hilfe, der ihm rät, sich sofort der Polizei zu stellen, da diese ihn ohnehin verhaften werde. Percy besucht die Fabrik und befragt den neuen Firmenchef sowie den neuen Kassierer. Dabei erfährt er, dass auch in Larsens Kasse 27.000 Kronen fehlen. Die Dinge kommen ins Rollen, als Percy bald darauf ein Brief überreicht wird. Der Überbringer erklärt, man habe ihm das Schreiben am Abend der Ermordung Larsens zukommen lassen. Percy solle doch bitte Larsens Verlobter den Brief zukommen lassen. Percy öffnet das Schreiben und liest darin den Namen Olaf Kyrrn, ein Kunsthändler. Er beschließt, diesem Mann auf den Zahn zu fühlen. Unter dem Vorwand, ein Kunde zu sein, besucht Percy dessen Kunsthandel. Dort entdeckt er einen Schlüssel, der dem von Larsens Wohnung zum Verwechseln ähnlich sieht. Kyrrn wird verhaftet und verhört – doch überraschenderweise erweist er sich als unschuldig. Kommissar Zufall bringt schließlich den wahren Täter ans Licht: Es handelt sich um einen Wohnungsnachbarn Larsens.

## Produktionsnotizen
Kassenrevision, auch als Die Kassenrevision geführt, entstand im April und Mai 1918 im Bioscop-Atelier in Neubabelsberg, passierte die Zensur im Juni desselben Jahres und wurde wenig später uraufgeführt. Der Vierakter besaß eine Länge von 1213 Metern. In Österreich-Ungarn wurde der Film erstmals Ende Oktober 1918 gezeigt.

## Kritik
Die Neue Kino-Rundschau befand: „Hier ist einmal der Versuch gemacht, des Rätsels Lösung so lange zu decken, daß die Pointe bis zum Schluß gewahrt bleibt und daß noch der Findigkeit des Zuschauers überlassen bleibt, das Rechte zu finden. (…) Die gute Darstellung und gewählte Aufmachung begleiten den fesselnden Stoff zu erfolgreicher Wirkung. Die klare Photographie zählt mir zu den übrigen Vorzügen  dieses spannenden Stückes.“.